# Paraliparis antarcticus
Paraliparis antarcticus is een straalvinnige vissensoort uit de familie van snotolven (Cyclopteridae). De wetenschappelijke naam van de soort is voor het eerst geldig gepubliceerd in 1914 door Regan.